# Arnošt Jenšovský
Arnošt Jenšovský (15. března 1842 Pyšely – 19. dubna 1904 Praha) byl český architekt působící zejména v Praze, jehož významné stavby ale nalezneme také v Jaroměři či Hradci Králové ve východních Čechách. Jeho architektonický styl se v průběhu kariéry vyvíjel. Zatímco v 70. a 80. letech 19. století projektoval stavby (veřejné i obytné) ve stylu italsky i francouzsky pojaté novorenesance, v 90. letech 19. století projektoval zejména stavby novobarokní. V závěrečné fázi své kariéry užíval i secesní prvky.
V letech 1879–1882 a 1888–1898 byl také členem Spolku architektů a inženýrů v království Českém.
Pohřben byl na pražských Olšanských hřbitovech.

## Kariéra

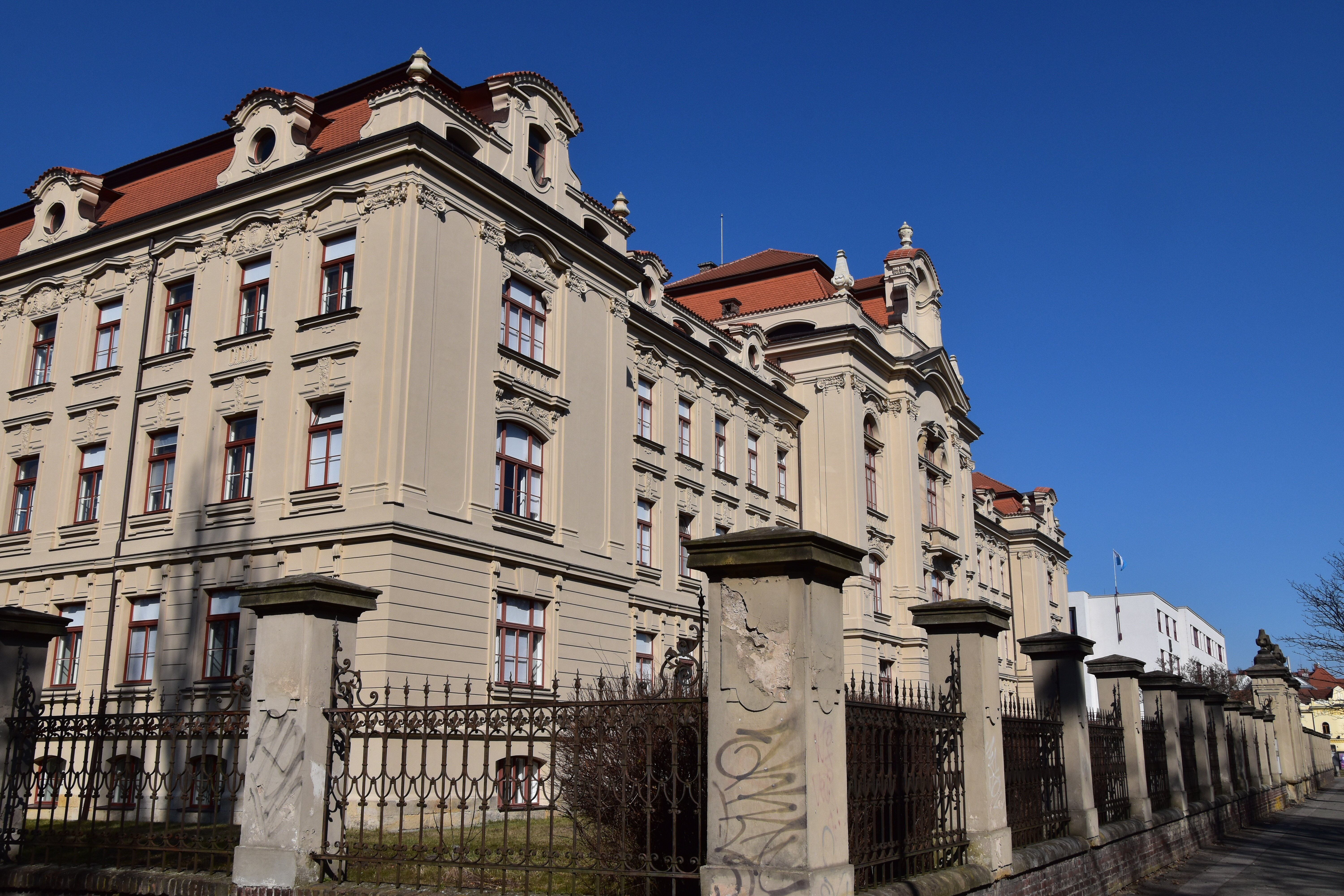
Rudolfinum v Hradci Králové

Absolvoval obor pozemního stavitelství na pražském Polytechnickém ústavu, předchůdci ČVUT. Od roku 1864 zde krátce působil na postu asistenta.

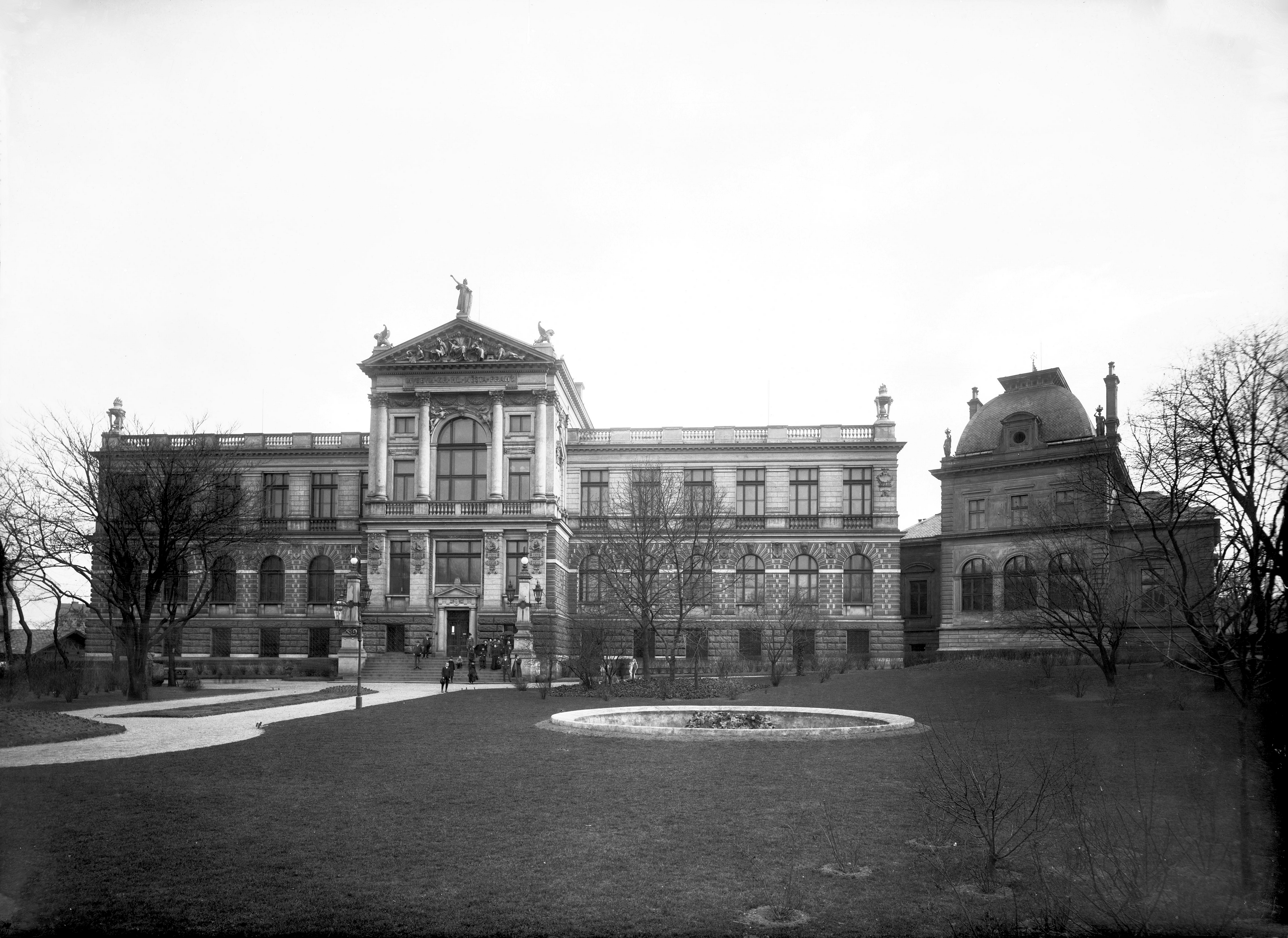
Vpravo Kavárenský pavilon, první výstavní budova Muzea hl. města Prahy

Poté pracoval na pražském magistrátu, kde se vypracoval na pozici stavebního rady. Tehdy při projektování veřejných budov spolupracoval s městským inženýrem Josefem Srdínkem. Díky této kooperaci vznikly školní budovy v Hellichově a Školní ulici v novorenesančním stylu. V roce 1875 vypracoval společně s kolegou Maxmiliánem Wolfem plány na stavbu kavárenského pavilonu s kupolovitou střechou v parku na Florenci. Původně kavárenský objekt od závěru roku 1882 patřil Muzeu hlavního města Prahy (tehdy Městské museum pražské), jehož první expoziční budovou se stal. Výstavba současné hlavní expoziční budovy byla původně brána jen jako přístavba. Pavilon zanikl při stavbě severojižní magistrály v roce 1974.
V roce 1883 se vydal na dráhu soukromého stavitele, díky čemuž začal působit i mimo Prahu, zejména ve východních Čechách. V roce 1884 vyhrál soutěž na podobu nové radnice v pevnostním městě Josefov, kde tak vznikla výjimečně honosná novorenesanční stavba.
V roce 1888 založil s architektem Janem Zábranským v Praze stavitelskou firmu. K výsledkům této spolupráce se řadí novorománský zahradní dům (1888) v Přemyslově ulici u pražského Vyšehradu, novorenesanční dům na Rašínově nábřeží (1889) či novobarokní činžovní dům (1891) v Mikulandské ulici. Čistě jako stavitelé jsou spojeni s výstavbou Fantova projektu ve Spálené ulici (1888, Spálená 83/3 a 84/5).
V závěru svého života zejména vyprojektoval monumentální palácovou budovu ústavu hluchoněmých – tzv. Rudolfinum – v Hradci Králové.

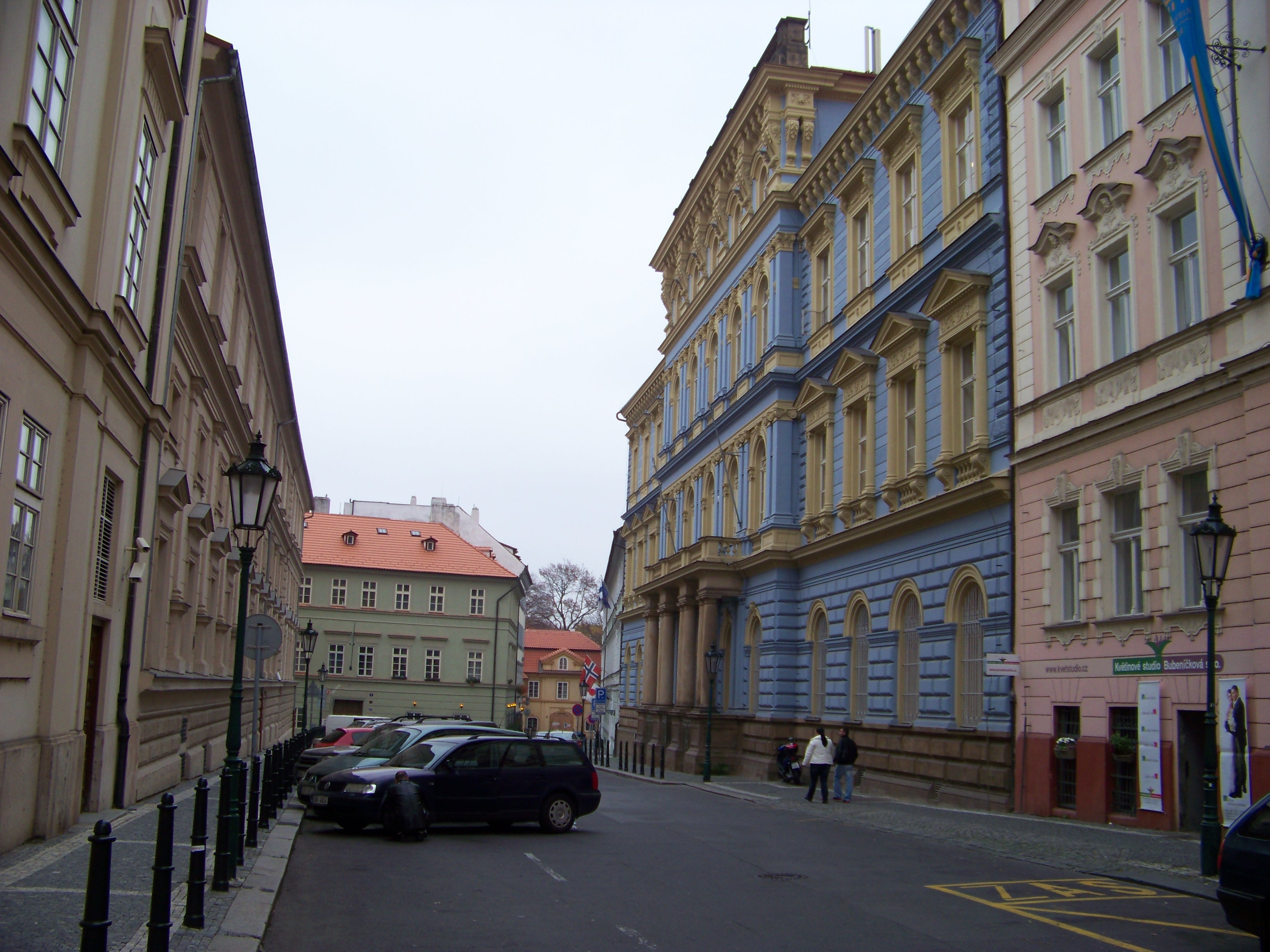
Gymnázium Jana Nerudy, dříve Malostranské gymnázium

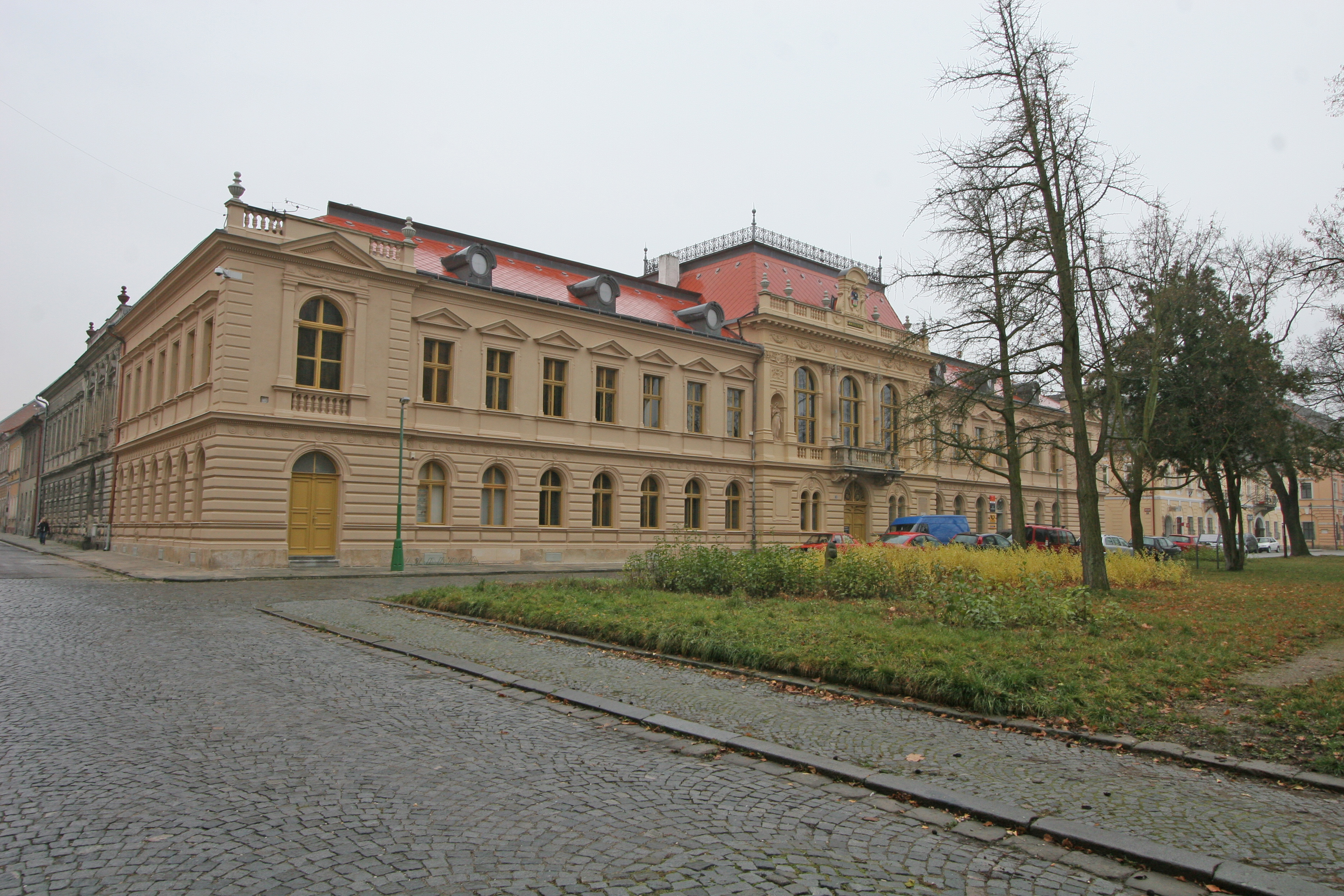
Nová radnice v Josefově

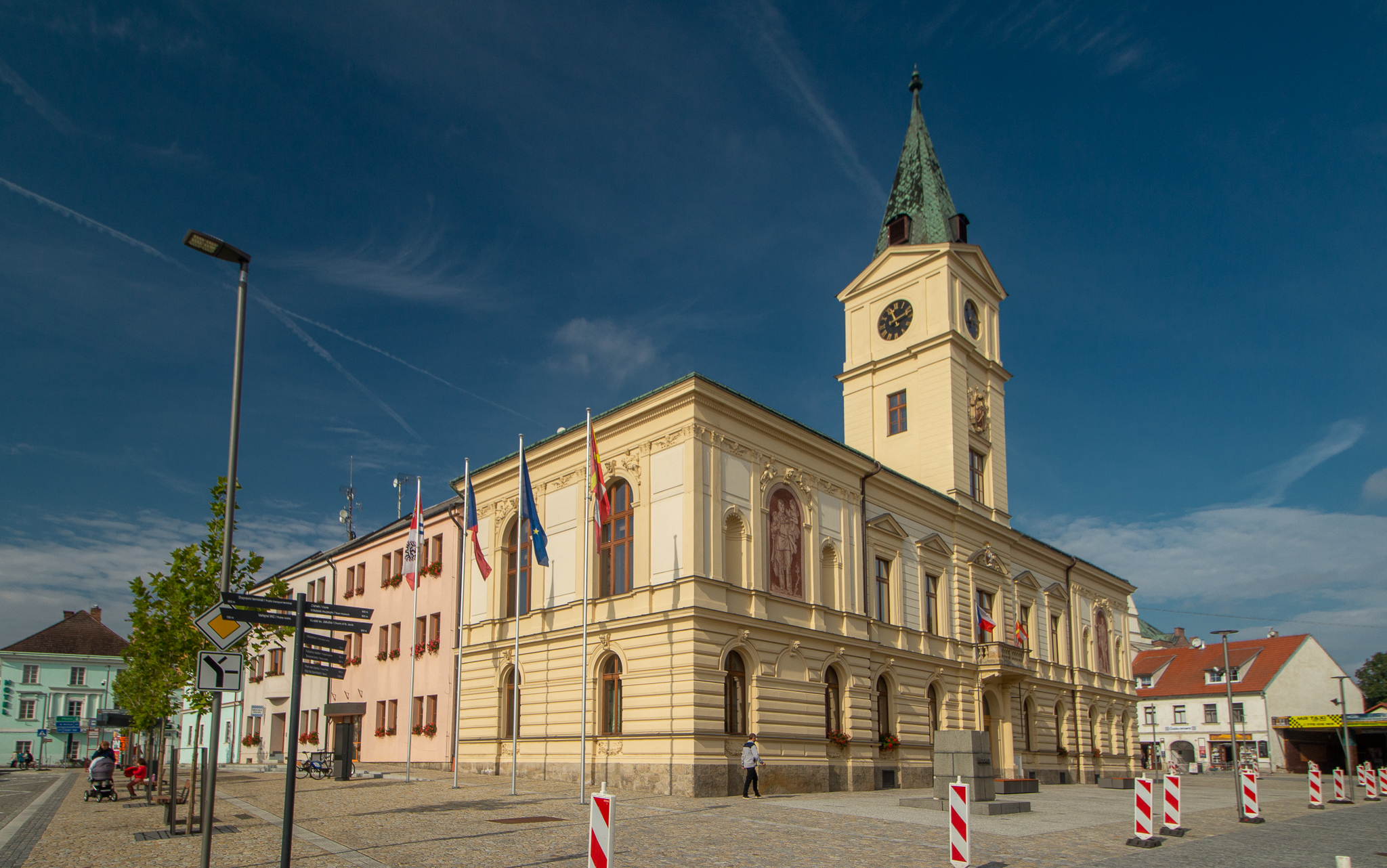
Radnice s divadlem v Mnichově Hradišti

## Dílo
- Malostranské gymnázium, dnešní Gymnázium Jana Nerudy, Hellichova 457, Praha (1874–1876, novorenesance)[6]
- Škola, Školská 685, Praha (1874–1875, novorenesance)
- Kavárenský pavilon, od 1883 první expoziční budova Muzea hlavního města Prahy (1875–1876, novorenesance, zbořeno 1974 při výstavě severojižní magistrály)[8]
- Nová radnice, Husova 110, Jaroměř-Josefov (1883–1884, novorenesance), kulturní památka[9], také jako stavitel
- Základní škola Na Ostrově (obecní dům s chlapeckou školou), Na Ostrově 4, Jaroměř (1884–1885, novorenesance)[10], kulturní památka[11]
- Zahradní dům, Přemyslova 7, Praha (1888, novorománský sloh)
- Činžovní dům, Rašínovo nábřeží 1781/64, Praha (1889, novorenesance)[5]
- Činžovní dům, Mikulandská 121, Praha (1891, novobaroko)
- Radnice s divadlem, Masarykovo nám. 1, Mnichovo Hradiště (1893/1892–1895[12], novorenesance)[13]
- Dva činžovní domy, Jiráskovo náměstí 1981 a 1982, Praha (1901–1902, novorenesance), jeden z měl v osobním vlastnictví, ale byl později zničen při náletu 1945 a na jeho místě postaven Tančící dům[6][14]
- Rudolfinum (ústav hluchoněmých), Hradec Králové (1901–1902, novobaroko)
- Dvorní křídlo budovy, Žitná ulice, Praha (secese)[6]